# 447
447（四百四十七、よんひゃくよんじゅうなな）は自然数、また整数において、446の次で448の前の数である。

## 性質
- 447は合成数であり、約数は1, 3, 149, 447である。
  - 約数の和は600。
    - 約数の個数が3連続(445,446,447)で同じになる14番目の3連続の中で最大の数である。1つ前は376、次は605。
- 137番目の半素数であり、1つ前は446、次は451。
  - 3連続で半素数が続く10番目の数の中で最大の数である。1つ前は395、次は635。
- 447番目の素数：3163
- コラッツの数列において初期値に447を選ぶと、その最大値は39364にも達する。
  - コラッツの数列において数列の中の最大値を更新する8番目の数である。1つ前は255、次は639。(オンライン整数列大辞典の数列 A006884、この最大数はオンライン整数列大辞典の数列 A006885)
- 447 = 7 × 26 － 1
  - n = 6 のときの 2n × 7 － 1 の値とみたとき1つ前は223、次は895。
  - n = 2 のときの n6 × 7 － 1 の値とみたとき1つ前は6、次は5102。
- 447 × 4 － 1 = 1787, 447 × 4 + 1 = 1789
  - 4n － 1, 4n + 1 が素数になる28番目の数である。1つ前は417、次は468。(オンライン整数列大辞典の数列 A045753)

## その他 447 に関連すること
- 西暦447年
- 紀元前447年